# The Professional
| Recensione | Giudizio |
| ---------- | -------- |
| AllMusic   | [ 1 ]    |

The Professional è il primo album del produttore hip hop statunitense DJ Clue?, pubblicato nel 1998 da Roc-A-Fella e Def Jam. Grande successo commerciale, nel 2001 la RIAA lo certifica disco di platino. Tra gli ospiti, Foxy Brown, Nas, Jay-Z, Eve, Mobb Deep, Raekwon, DMX, Jadakiss, Big Pun, Sean Combs, Missy Elliott, M.O.P. e Boot Camp Clik.

## Tracce
1. "Intro" (featuring Sean "Puffy" Combs) 1:02
2. "Ruff Ryders' Anthem" (Remix) (featuring DMX, Drag-On, Eve, Jadakiss & Styles P) (Swizz Beatz, DURO) (remix) 3:52
3. "It's On" (featuring DMX) 3:25
4. "Fantastic 4" (featuring Cam'ron, Big Pun, N.O.R.E. & Canibus) 5:09
5. "Queensfinest" (featuring Nas) (Self(2)) 3:26
6. "Exclusive New Shit" (featuring Nature) 3:08
7. "Gangsta Shit" (featuring  Jay-Z & Ja Rule) 4:38
8. "Thugged Out Shit" (featuring Memphis Bleek) 3:54
9. "It's My Thang '99" (featuring EPMD, Keith Murray & Redman) 3:00
10. "Mariah Carey" (Skit) 0:21
11. "Whatever You Want" (featuring Flipmode Squad) (DJ Scratch) 4:06
12. "That's The Way" (featuring Fabolous, Foxy Brown & Ma$e) 4:31
13. "I Like Control" (featuring Missy Elliott, Mocha & Nicole Wray) 3:48
14. "Bitch Be a Ho" (featuring Jermaine Dupri & R.O.C.) 3:23
15. "If They Want It" (featuring Fabolous) 4:02
16. "Pain in da Ass" (Skit) 0:28
17. "The Professional" (featuring Mobb Deep & Big Noyd) (V.I.C) 3:39
18. "Brown Paper Bag Thoughts" (featuring Raekwon) 3:15
19. "Cops & Robbers" (featuring Paul Cain, Lord Tariq)  3:26
20. "Made Men" (featuring Made Men) 2:41
21. "No Love" (featuring M.O.P) 4:12
22. "Come On" (featuring Boot Camp Clik) 4:31

## Classifiche settimanali
| Classifica (1999)         | Posizione massima |
| ------------------------- | ----------------- |
| Stati Uniti               | 26                |
| US Top R&B/Hip-Hop Albums | 3                 |